# リンカーン郡 (ワシントン州)
リンカーン郡（Lincoln County）は、アメリカ合衆国ワシントン州に位置する郡である。アメリカ合衆国大統領エイブラハム・リンカーンから名前を付けられている。人口は11,988人（2025年推計）。郡庁所在地はダベンポート (Davenport)である。

## 地理
アメリカ合衆国統計局によると、この郡は総面積6,060 km2 (2,340 mi2) である。このうち5,986 km2 (2,311 mi2) が陸地で74 km2 (29 mi2) が水域である。総面積の1.22%が水域となっている。

### 地理的特徴
- コロンビア川

### 幹線道路
- 州間高速道路90号線
- 国道2号線
- 国道395号線(U.S. Route 395)

### 近隣の郡
- フェリー郡 (ワシントン州) - 北
- スティーブンス郡 (ワシントン州) - 北東
- スポケーン郡 (ワシントン州) - 東
- ウィットマン郡 (ワシントン州) - 南東
- グラント郡 (ワシントン州) - 南西
- アダムズ郡 (ワシントン州) - 南西
- オウカノガン郡 (ワシントン州) - 北西

### 国立公園
- ルーズヴェルト湖国立レクリエーション地域(Lake Roosevelt National Recreation Area)

## 人口動静
2000年国勢調査で、この郡は人口10,184人、4,151世帯、及び2,914家族が暮らしている。人口密度は2/km2 (4/mi2) である。1/km2 (2/mi2) の平均的な密度に5,298軒の住宅が建っている。この郡の人種的な構成は白人95.64%、アフリカン・アメリカン0.23%、ネイティブ・アメリカン1.63%、アジア0.25%、太平洋諸島系0.07%、その他の人種0.58%、及び混血1.61%である。ここの人口の1.88%はヒスパニックまたはラテン系である。
4,151世帯のうち、29.30%が18歳未満の子供と一緒に生活しており、60.90%は夫婦で生活している。6.40%は未婚の女性が世帯主であり、29.80%は家族以外の住人と同居している。26.00%は独身の居住者が住んでおり、12.30%は65歳以上で独居である。1世帯の平均住居者数は2.42人であり、家庭の場合は、2.91人である。
人口の25.30%が18歳未満で、5.20%が18歳から24歳、23.20%が25歳から44歳、27.40%が45歳から64歳、19.00%が65歳以上である。平均年齢は43歳である。女性100人に対し、98.40人が男性である。18歳以上の女性100人に対し、94.70人が18歳以上の男性である。
この郡の世帯ごとの平均的な収入は35,255 USドルであり、家族ごとの平均的な収入は41,269 USドルである。男性は31,086 USドルに対して女性は22,444 USドルの平均的な収入がある。この郡の一人当たりの収入 (per capita income) は17,888 USドルである。人口の12.60%及び家族の8.40%は貧困線以下である。全人口のうち18歳未満の17.60%及び65歳以上の7.70%は貧困線以下の生活を送っている。

## 経済
郡の経済は、小麦を主とした農業に依存しており、1996年のアメリカ合衆国農務省の統計によるとワシントン州ウィットマン郡に続き最も多くの小麦を生産している。年間約2500万ブッシェル（680,000トン）を生産している。耕作可能な土地は約90万エーカーを越えるが、年間降水量がわずか300mmのため、そのうちの半分強の約50万エーカーほどしか利用することしかできない。このため、常に半分は休耕地となっている。

## 市町村
- ダベンポート (Davenport)
- アルミラ (Almira)
- クレストン (Creston)
- ハリントン (Harrington)
- オデッサ (Odessa)
- リアダン (Reardan)
- スプレイグ (Sprague)
- ウィルバー (Wilbur)